# 15171 Xandertielens
15171 Xandertielens è un asteroide della fascia principale. Scoperto nel 1960, presenta un'orbita caratterizzata da un semiasse maggiore pari a 2,2591238 UA e da un'eccentricità di 0,1408662, inclinata di 2,53018° rispetto all'eclittica.
L'asteroide è dedicato a Xander Tielens, astronomo olandese.